# Премия XBIZ лесбийской исполнительнице года
Премия XBIZ/XMA лесбийской исполнительнице года (англ. XBIZ/XMA Award for Girl/Girl Performer of the Year) — ежегодная награда в области порноиндустрии, вручаемая компанией XBIZ за работу в жанре лесбийской порнографии. Награда была учреждена в 2014 году. Последней на январь 2025 года обладательницей этой награды является Лилли Белл.

## Лауреаты и номинанты

### 2010-е годы
| Церемония/Год | Фото лауреата | Лауреат             | Номинанты |
| ------------- | ------------- | ------------------- | --- |
| 12-я (2014)   |               | Эйприл О’Нил        | Алия Лав Бретт Росси Грейси Глэм Дана Деармонд Дестини Диксон Дэни Дэниелс Елена Йенсен Малена Морган Селеста Стар Спенсер Скотт Тейлор Виксен Элексис Монро Эль Александра Prinzzess         |
| 13-я (2015)   |               | Prinzzess           | Бри Дэниелс Ванесса Веракрус Дана Деармонд Лилли Эванс Райан Райанс Рэйвен Рокетт Селеста Стар Соверен Сайр Стэйси Карр Таня Тейт Хизер Старлет Шарлотта Стокли Эбигейл Мэк Элексис Монро     |
| 14-я (2016)   |               | Ванесса Веракрус    | Анника Элбрайт Ариелла Феррера Бри Дэниелс Дана Деармонд Дженна Сатива Кенна Джеймс Миа Малкова Никки Хартс Обри Стар Таня Тейт Тара Морган Шайла Дженнингс Эбигейл Мэк Эла Дарлинг Prinzzess |
| 15-я (2017)   |               | Дженна Сатива       | Алексис Фоукс Ванесса Веракрус Дана Весполи Дана Деармонд Дарси Дольче Елена Йенсен Карли Монтана Кенна Джеймс Сайрен де Мер Скарлет Рэд Таня Тейт Чери Девилль Шайла Дженнингс Prinzzess     |
| 16-я (2018)   |               | Дарси Дольче        | Бри Дэниелс Ванесса Веракрус Дана Весполи Дженна Сатива Елена Йенсен Кенна Джеймс Минди Минк Селеста Стар Серена Блэр Скарлетт Сэйдж Таня Тейт Шайла Дженнингс Шарлотта Стокли Prinzzess      |
| 17-я (2019)   |               | Шарлотта Стокли (I) | Бри Дэниелс Брэнди Лав Ванесса Веракрус Дарси Дольче Дженна Сатива Картер Круз Кендра Джеймс Минди Минк Мона Уэйлс Райан Райанс Серена Сайрен Скарлетт Сэйдж Шайла Дженнингс Prinzzess        |

### 2020-е годы
| Церемония/Год | Фото лауреата | Лауреат              | Номинанты |
| ------------- | ------------- | -------------------- | --- |
| 18-я (2020)   |               | Шарлотта Стокли (II) | Аидра Фокс Вероника Кирей Дарси Дольче Джейд Бейкер Дженна Сатива Картер Круз Кенна Джеймс Милана Мэй Молли Стюарт Сабина Руж Серена Сайрен Скарлетт Сэйдж Шайла Дженнингс Шарлотта Стокли Prinzzess |
| 19-я (2021)   |               | Скарлетт Сэйдж       | Аидра Фокс Дарси Дольче Джейд Бейкер Дженна Сатива Джорджия Джонс Карли Грей Кенна Джеймс Молли Стюарт Сабина Руж Серена Блэр Серена Сайрен Шайла Дженнингс Шарлотта Стокли Эбигейл Мэк              |
| 20-я (2022)   |               | Кенна Джеймс         | Аидра Фокс Айден Эшли Аликс Стар Джезабель Вессир Джейд Бейкер Джесси Сэйнт Карли Грей Кендра Джеймс Лорен Филлипс Олив Гласс Серена Сайрен Скарлит Скандал Шарлотта Синс Шарлотта Стокли            |
| 21-я (2023)   |               | Айден Эшли           | Аидра Фокс Ана Фокс Кенна Джеймс Лейни Грей Лилли Белл Лэйси Леннон Обри Валентайн Рэйчел Кавалли Сабина Руж Серена Сайрен Скай Блу Скарлит Скандал Шарлотта Синс Шарлотта Стокли                    |
| 22-я (2024)   |               | Жизель Бланко        | Аидра Фокс Айден Эшли Ана Фокс Ванна Бардо Джессика Райан Джилл Кэссиди Кенна Джеймс Лейни Грей Лорен Филлипс Майя Вульф Обри Валентайн Серена Сайрен Скай Блу Фрея Паркер                           |
| 23-я (2025)   |               | Лилли Белл           | Ана Фокс Виктория Вокс Жизель Бланко Кенна Джеймс Лия Готти Лорен Филлипс Майя Вульф Октавия Рэд Олив Гласс Серена Сайрен Синн Сэйдж Фрея Паркер Черри Кисс Шанель Камрин                            |